# Loxogramme carinata
Loxogramme carinata är en stensöteväxtart som beskrevs av Michael Greene Price. Loxogramme carinata ingår i släktet Loxogramme och familjen Polypodiaceae. Inga underarter finns listade.